# Lamborghini LM002
Lamborghini LM002 je terensko vozilo talijanskog proizvođača automobila Lamborghini. Model se proizvodio između 1986.g. i 1993.g. Proizvedeno je otprilike tristotinjak vozila. Lamborghini je poznat kao proizvođač sportskih automobila, pa je ovaj model bio neobično odstupanje tvrtke. 

## Povijest
Lamborghini je proizveo prvo vojno vozilo, kodnog imena "Cheetah" (engleski naziv za geparda), koje je namjeravao prodati američkoj vojsci.  Originalni prototip imao je straga smješteni Chrysler V8 motor. Prototip je uništen u testiranjima američke vojske. To je navelo Lamborghini da razvije model LM001 koji je bio sličan "Cheetahi", osim što je imao V8 motor tvrtke AMC (American Motors Company). Na kraju je ustanovljeno da stražnje smješteni motor loše utječe na držanje kod vožnje po terenu. Tada je izrađen model Lamborghini LMA002 s potpuno novom šasijom, motorom (V12 iz Lamborghinija Countach) smještenim naprijed. Nakon testiranja i manjih izmjena na prototipu, model je dobio naziv LM002.       
Agresivan izgled i snažan motor učinio je od "Rambo-Lamba" (nadimak za LM002) uspješan model. Civilni model opremljen je luksuznim paketom koji je sadržavao kožna sjedala, zatamnjena stakla, električne podizače prozora, klima uređaj, i odličan stereo glazbeni uređaj. Pirelli je napravio posebne gume za ovaj model. 
Vojna varijanta nije imala toliko luksuza, već je sadržavala mjesta za montiranje vatrenog oružja. Saudijska Arabija naručila je 40 komada, a Libija navodno 100.     
1988.g. Lamborghini je pokušao automobil pripremiti za utrku Pariz Dakar. Motor je pojačan na 600 KS, dodan je potpuni zaštitni kavez, posebni prozori i navigacijska oprema. Nažalost ponestalo je sredstava i automobil nije nastupio. 

## Film
- LM002 se pojavljuje u filmu Toys, vozi ga likovi koje glume LL Cool J i Michael Gambon.

## Vanjske poveznice
- LM002 slike  Arhivirana inačica izvorne stranice od 28. studenoga 2006. (Wayback Machine)
- LM002 registar
- Značajniji vlasnici Lamborghini LM002